# Microsoft Compiled HTML Help
Archivo de Ayuda de HTML Compilado (Microsoft Compiled HTML Help en inglés) es un formato privativo de ayuda en línea desarrollado por Microsoft. Se publicó por primera vez en 1997 como sucesor del sistema de ayuda WinHelp.
Se popularizó con Windows 98, y se usó considerablemente hasta el sistema operativo Windows XP. En 2003, Microsoft anunció que debido a fallos de seguridad que presentaba, no iba a usar a partir de Windows Vista en adelante; sin embargo, aún se puede emplear en Windows 10. El sustituto para los archivos de ayuda de Windows propuesto es Microsoft Assistance Markup Language.

## Formato de archivo
El archivo .chm consiste en un índice, una tabla de contenidos y un conjunto de páginas en HTML hiperenlazadas a la tabla, que se compilan para generar el archivo de ayuda. Aplicaciones como HTML Help Workshop, de Microsoft, permiten compilar estos archivos.
Los Archivos de Ayuda de HTML Compilado pueden contener páginas web con código malicioso y ejecutarlas posteriormente, por lo que representan una amenaza a la seguridad.

## Aplicaciones
El formato de archivo de Microsoft Reader, .lit, es una derivación del .chm. Los archivos .chm a veces se utilizan como e-books.

## Uso en plataformas diferentes de Windows
Este formato de archivo se ha portado a otras plataformas. Ejemplos de aplicaciones que pueden leer archivos .chm son:
- GTK: GnoCHM, CHMsee
- Qt: Okular, kchmviewer, KCHM
- Java: CHMPane
- iOS: ReadCHM Archivado el 23 de marzo de 2014 en Wayback Machine., CHMate
- Mac OS X: CHMox, ArCHMock
- Otros: xCHM, arCHMage, DisplayCHM, CHM Reader (complemento para Firefox), Free Pascal, FBReader, iChm